# Буинск (Урмарский район)
Бу́инск (чув. Пӑвакасси) — деревня Урмарского района Чувашской Республики. В рамках организации местного самоуправления входит с 2023 года в Урмарский муниципальный округ. До 2023 года — в составе Ковалинского сельского поселения. Население 96 человек (2015), чуваши.

## География
Расположена в северо-восточной части региона, в пределах Чувашского плато, на расстоянии 70 км от Чебоксар, 9 км до райцентра Урмары.

### Климат
В деревне, как и во всём районе, климат умеренно континентальный с продолжительной холодной зимой и довольно тёплым сухим летом. Средняя температура января −13 °C; средняя температура июля 18,7 °C. За год выпадает в среднем 400 мм осадков, преимущественно в тёплый период. Территория относится к I агроклиматическому району Чувашии и характеризуется высокой теплообеспеченностью вегетационного периода: сумма температур выше +10˚С составляет здесь 2100—2200˚.

## Топоним
Исторические названия: Ближнее (Первое) Юмашево, Юмашево (Буинск).

## История
Жители до 1866 государственные крестьяне, занимались земледелием, животноводством. С 1885 функционировала школа грамоты. В 1931 образован колхоз им. Калинина.

### Административно-территориальная принадлежность
Деревня находилась в составе Акзегитовской, Новоковалинской, Урмарской волостей Цивильского уезда.
Входила (с 2004 до 2023 гг.) в состав Ковалинского сельского поселения муниципального района Урмарский район.
К 1 января 2023 года обе муниципальные единицы упраздняются и деревня входит в Урмарский муниципальный округ.

## Население
| 2010 | 2012 | 2015 |
| ---- | ---- | ---- |
| 96   | ↗104 | ↘96  |

### Историческая численность населения
В 1795—125 дворов, 454 муж., 464 жен.; 1859 — 51 двор, 160 муж., 150 жен.; 1897—311 муж., 299 жен.; 1926—141 двор, 304 муж., 337 жен.; 1939—285 муж., 361 жен.; 2002 — 76 дворов, 125 чел.: 60 муж., 65 жен.; 2010 — 46 част. домохозяйств, 96 чел.: 46 муж., 50 жен.

## Известные уроженцы, жители
Илья Семёнович Аввакумов (1900—1980) — советский архитектор.

## Инфраструктура
Личное подсобное хозяйство. Основа экономики — сельское хозяйство, функционирует ОАО Племенная птицефабрика «Урмарская» (2010).

## Транспорт
Деревня доступна автотранспортом.